# Giuseppe Fanelli
Giuseppe Fanelli (Napoli, 13 ottobre 1827 – Nocera Inferiore, 5 gennaio 1877) è stato un patriota, politico e anarchico italiano.
Partecipò ai Moti del 1848, alla spedizione dei Mille e a diverse imprese garibaldine. Fu deputato al Parlamento italiano ed organizzatore della Prima Internazionale in Italia e in Spagna.

## Biografia
Aderì giovanissimo alla Giovine Italia, partecipò ai Moti del 1848 e successivamente alla difesa della Repubblica romana. Vicino a Carlo Pisacane, prese parte alla preparazione della Spedizione di Sapri e successivamente partecipò attivamente alla spedizione dei Mille. Dopo Teano si riavvicinò a Mazzini, partecipò all'insurrezione polacca del 1863.

Dal 1865 al 1874 fu deputato al Parlamento italiano venendo eletto nel Collegio di Monopoli. Partecipò con Garibaldi alla terza guerra d'indipendenza del 1866 (venne ferito a Bezzecca) e alla spedizione a Roma del 1867

Nel frattempo si era avvicinato a Bakunin, attratto dall'idea della creazione di una società socialista libertaria, ed entrò a far parte della Prima internazionale, dove giocò un ruolo importante soprattutto nella diffusione delle concezioni anarchiche in Spagna. 

Nello scontro tra Marx e Bakunin prese con decisione posizione a favore del secondo partecipando attivamente alla Conferenza di Rimini e al successivo Congresso Internazionale di Saint-Imier.
Fu membro della Massoneria.